# Drahomíra Leflerová
Drahomíra Leflerová (* 24. října 1927) byla česká a československá politička Komunistické strany Československa a poslankyně Sněmovny lidu Federálního shromáždění za normalizace.

## Biografie
K roku 1971 a 1976 se profesně uvádí jako členka JZD.
Ve volbách roku 1971 byla zvolena do Sněmovny lidu Federálního shromáždění (volební obvod č. 70 - Chotěboř, Východočeský kraj). Mandát obhájila ve volbách roku 1976 (obvod Chotěboř). Ve FS setrvala do konce funkčního období, tedy do voleb roku 1981.